# Klenie Bimolt
Klena Geertje Bimolt, dite Klenie Bimolt, née le 8 juin 1945 à Assen, est une nageuse néerlandaise.

## Carrière
Klenie Bimolt est médaillée d'argent aux Jeux olympiques d'été de 1964 à Tokyo, en relais 4 × 100 mètres quatre nages. Elle est aussi durant ces Jeux septième de la finale du 200 mètres brasse. Aux Jeux olympiques de 1968 à Mexico, elle est éliminée en séries du 200 mètres brasse et septième du relais 4 × 100 mètres quatre nages.

## Palmarès

### Championnats d'Europe
- Championnats d'Europe 1962 à Leipzig (RDA)
  -  Médaille d'argent du 200 m brasse
  -  Médaille d'argent du relais 4 × 100 m 4 nages